# Be Kind Rewind
Be Kind Rewind ("Var god spola tillbaka") är en amerikansk komedifilm från 2008  med manus och regi av Michel Gondry. I huvudrollerna ses Jack Black, Mos Def, Melonie Diaz, Danny Glover och Mia Farrow.

## Handling
Jerry (Jack Black) och Mike (Mos Def) är vänner från staden Passaic, New Jersey. Mike jobbar i videobutiken Be Kind Rewind, ägd av Mr Fletcher (Danny Glover), och Jerry på ett skrotupplag. En dag vill Jerry, som bor i husvagn, förstöra elstationen som ligger nära hans bostad, eftersom han tror att strömmen är skadlig för hans hälsa. Han frågar sin vän om han vill vara med och förstöra elstationen, men Mike vägrar. Då bestämmer sig Jerry för att göra det på egen hand, men misslyckas och får en elektrisk stöt och blir magnetiserad. 
När Jerry kommer till videobutiken för att prata med sin vän om varför han lämnat honom börjar hans magnetiska kropp att radera alla VHS-videokassetter i affären. För att rädda situationen när den trogna kunden miss Falewicz (Mia Farrow) kommer till butiken för att hyra Ghostbusters - Spökligan, får Mike en idé. I hopp om att miss Falewicz inte ska märka skillnaden, bestämmer han och Jerry sig för att göra en egen kortversion av filmen med den rekvisita som finns tillgänglig. 
Ryktet om de "svenskade" filmerna (Jerry hittar på att filmerna är gjorda i det dyra landet Sverige, därav det höga uthyrningspriset) sprider sig och de får hjälp av kemtvättsbiträdet Alma att göra nya versioner av de filmer kunderna vill se, däribland Ghostbusters, Driving Miss Daisy, Rampfeber, Robocop och Rush Hour 2.

## Om filmen
Filmen hade urpremiär 20 januari 2008 på Sundance Film Festival och världspremiär 22 februari 2008.

## Rollista i urval
- Jack Black - Jerry McLean
- Mos Def - Mike Coolwell
- Danny Glover - Mr. Fletcher
- Mia Farrow - Miss Falewicz
- Melonie Diaz - Alma Sykes
- Arjay Smith - Manny
- Quinton Aaron - Q
- Chandler Parker - Craig

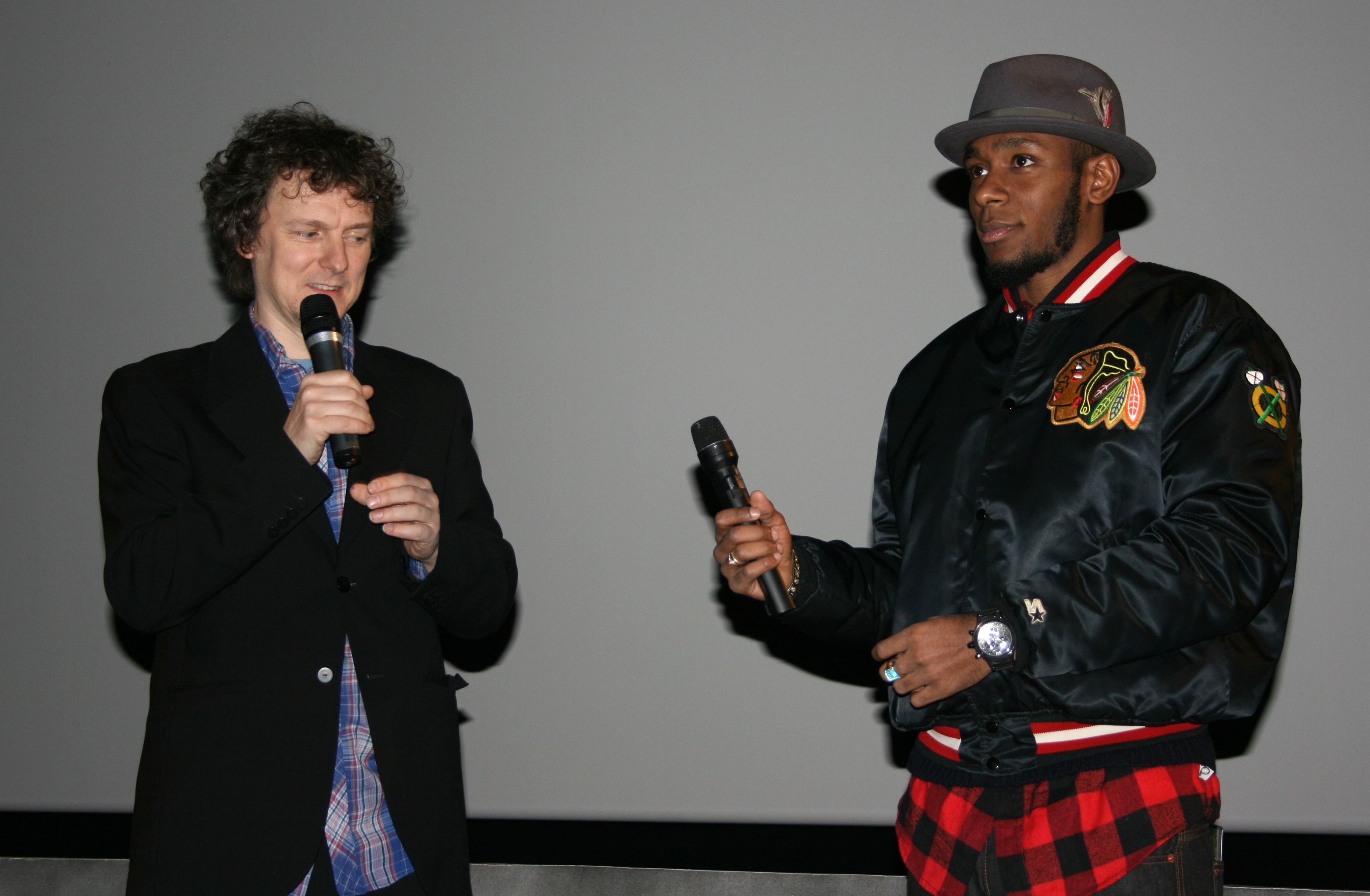
Regissören Michel Gondry och skådespelaren Mos Def vid filmens premiär i Paris

- Karolina Wydra - Gabrielle Bochenski
- P.J. Byrne - Mr. Baker
- Matt Walsh - Julian, polis
- Paul Dinello - Mr. Rooney
- Sigourney Weaver - Ms. Lawson
- Marcus Carl Franklin - ungdom #1
- Booker T. Jones - Fats Waller fan på tåg (ej krediterad)
- Steve Cropper - Fats Waller fan på tåg (ej krediterad)

## Mottagande
Filmen har fått blandade recensioner. Recensionssajten Rotten Tomatoes redovisar att 65% av kritikerna gett filmen positiva omdömen. Metacritic gav filmen betyget 53 av 100. 
Be Kind Rewind hade premiär i 808 biosalonger i USA och Kanada och redovisade $4 miljoner i intäkter, vilket gav filmen en nionde plats i inkomstligan. Totalt har filmen haft cirka $27 miljoner i intäkter runt världen.[källa behövs]

## Sweded
"Sweded" har också blivit populär för privatpersoner att gör egna versioner av kända filmer och ladda upp på Youtube.